# Präsidentschafts- und Parlamentswahl in Mexiko 2000
Die Präsidentschafts- und Parlamentswahl in Mexiko 2000 fand am 2. Juli statt. Gewählt wurden der Präsident, die 500 Mitglieder der Abgeordnetenkammer und die 128 Mitglieder des Senats.

## Listen und Parteien
| Listen in dem Stimmzettel | Listen in dem Stimmzettel | Listen in dem Stimmzettel                   | Parteien | Präsidentschaftskandidaten          |
| ------------------------- | ------------------------- | ------------------------------------------- | --- | ----------------------------------- |
|                           |                           | Alianza por el Cambio                       | - Partido Acción Nacional - Partido Verde Ecologista de México                                                                             | Vicente Fox (PAN)                   |
|                           |                           | Partido Revolucionario Institucional        | Partido Revolucionario Institucional | Francisco Labastida Ochoa           |
|                           |                           | Alianza por México                          | - Partido de la Revolución Democrática - Partido del Trabajo - Convergencia - Partido Alianza Social - Partido de la Sociedad Nacionalista | Cuauhtémoc Cárdenas Solórzano (PRD) |
|                           |                           | Democracia Social                           | Democracia Social | Gilberto Rincón Gallardo            |
|                           |                           | Partido de Centro Democrático               | Partido de Centro Democrático | Manuel Camacho Solís                |
|                           |                           | Partido Auténtico de la Revolución Mexicana | Partido Auténtico de la Revolución Mexicana                                                                                                | Porfirio Muñoz Ledo                 |

## Ergebnis

### Präsidentschaftswahl
| Kandidaten                                                      | Kandidaten                    | Parteien                                                 | Stimmen    | %    |
| --------------------------------------------------------------- | ----------------------------- | -------------------------------------------------------- | ---------- | ---- |
|                                                                 | Vicente Fox                   | Alianza por el Cambio (PAN – PVEM)                       | 15.989.636 | 43,4 |
|                                                                 | Francisco Labastida Ochoa     | Partido Revolucionario Institucional                     | 13.579.718 | 36,9 |
|                                                                 | Cuauhtémoc Cárdenas Solórzano | Alianza por México (PRD – PT – Convergencia – PAS – PSN) | 6.256.780  | 17,0 |
|                                                                 | Gilberto Rincón Gallardo      | Democracia Social                                        | 592.381    | 1,6  |
|                                                                 | Manuel Camacho Solís          | Partido de Centro Democrático                            | 206.589    | 0,6  |
|                                                                 | Porfirio Muñoz Ledo           | Partido Auténtico de la Revolución Mexicana              | 156.896    | 0,4  |
|                                                                 | Nicht registrierte Kandidaten | –                                                        | 31.461     | 0,1  |
| Gesamt                                                          | Gesamt                        | Gesamt                                                   | 36.813.461 | 100  |
|                                                                 |                               |                                                          |            |      |
| Ungültige Stimmen                                               | Ungültige Stimmen             | Ungültige Stimmen                                        | 788.157    | 2,1  |
| Wähler                                                          | Wähler                        | Wähler                                                   | 37.601.618 | 64,0 |
| Wahlberechtigte                                                 | Wahlberechtigte               | Wahlberechtigte                                          | 58.782.737 |      |
|                                                                 |                               |                                                          |            |      |
| Quellen: Instituto Federal Electoral, Ergebnis, Wahlberechtigte |                               |                                                          |            |      |

### Parlamentswahl

#### Abgeordnetenkammer
| Listen                                                              | Listen                             | Direktstimmen | Direktstimmen | Direktstimmen | Listenstimmen | Listenstimmen | Listenstimmen | Mandate Gesamt |
| Listen                                                              | Listen                             | Stimmen       | %             | Mandate       | Stimmen       | %             | Mandate       | Mandate Gesamt |
| ------------------------------------------------------------------- | ---------------------------------- | ------------- | ------------- | ------------- | ------------- | ------------- | ------------- | -------------- |
|                                                                     | Alianza por el Cambio (PAN – PVEM) | 14.212.032    | 39,1          |               | 14.321.975    | 39,2          |               |                |
| Gesamt                                                              | Gesamt                             | 36.302.508    | 100           | 300           | 36.539.935    | 100           | 200           | 500            |
|                                                                     |                                    |               |               |               |               |               |               |                |
| Ungültige Stimmen                                                   | Ungültige Stimmen                  | 862.885       | 2,3           |               | 868.000       | 2,3           |               |                |
| Wähler                                                              | Wähler                             | 37.165.393    | –             |               | 37.407.935    | –             |               |                |
|                                                                     |                                    |               |               |               |               |               |               |                |
| Quellen: Instituto Federal Electoral, Direktstimmen – Listenstimmen |                                    |               |               |               |               |               |               |                |

#### Senat
| Listen                                                              | Listen                             | Direktstimmen | Direktstimmen | Direktstimmen | Listenstimmen | Listenstimmen | Listenstimmen | Mandate Gesamt |
| Listen                                                              | Listen                             | Stimmen       | %             | Mandate       | Stimmen       | %             | Mandate       | Mandate Gesamt |
| ------------------------------------------------------------------- | ---------------------------------- | ------------- | ------------- | ------------- | ------------- | ------------- | ------------- | -------------- |
|                                                                     | Alianza por el Cambio (PAN – PVEM) | 14.198.073    | 39,0          |               | 14.334.559    | 39,1          |               |                |
| Gesamt                                                              | Gesamt                             | 36.408.449    | 100           | 96            | 36.666.031    | 100           | 32            | 128            |
|                                                                     |                                    |               |               |               |               |               |               |                |
| Ungültige Stimmen                                                   | Ungültige Stimmen                  | 851.271       | 2,3           |               | 854.442       | 2,3           |               |                |
| Wähler                                                              | Wähler                             | 37.259.720    | –             |               | 37.520.473    | –             |               |                |
|                                                                     |                                    |               |               |               |               |               |               |                |
| Quellen: Instituto Federal Electoral, Direktstimmen – Listenstimmen |                                    |               |               |               |               |               |               |                |